# Údolí králů

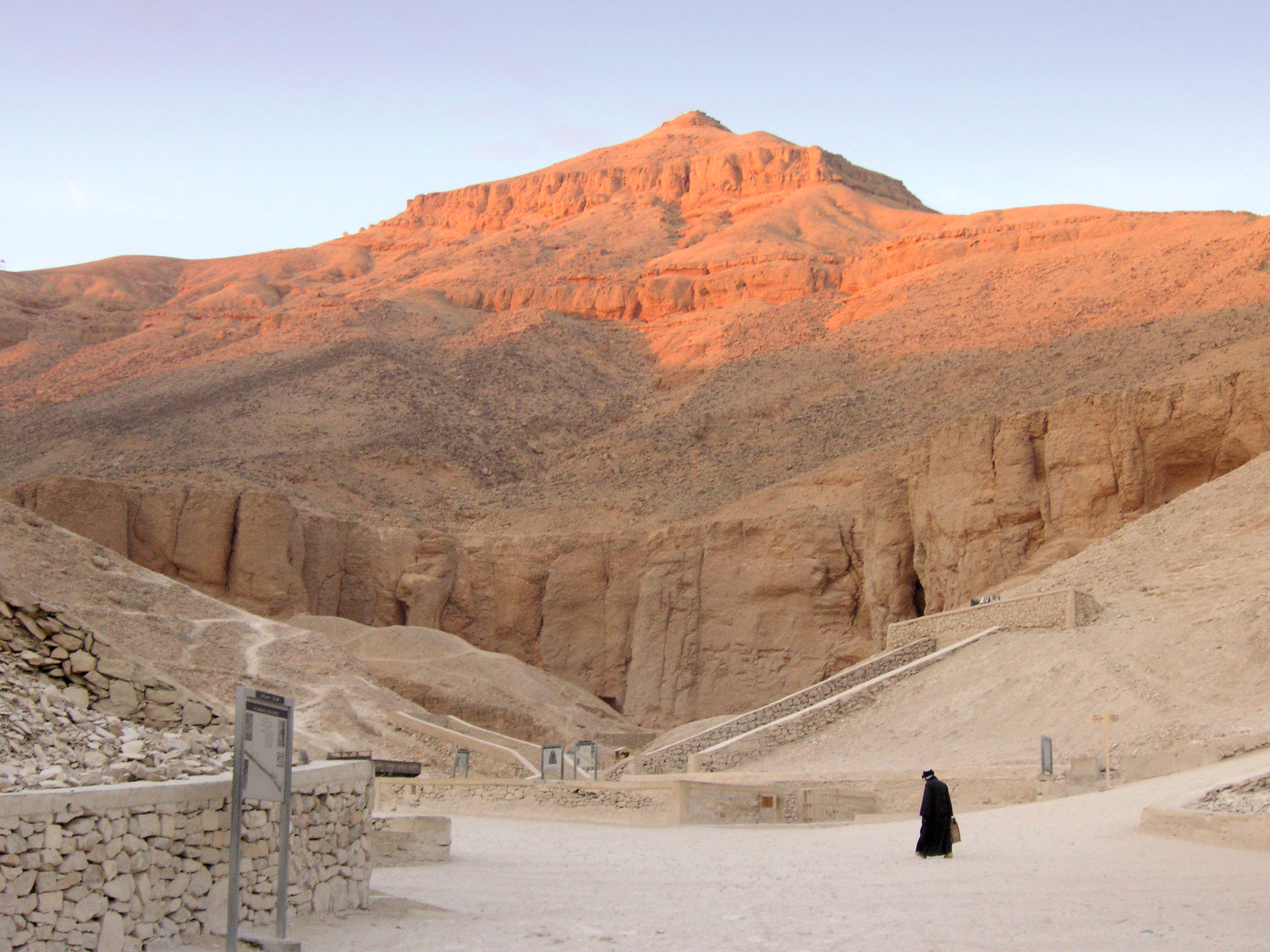
Údolí králů

Údolí králů (arabsky وادي الملوك‎, Vádí el-Mulúk) je místo nacházející se v Egyptě, které v dobách starověkého Egypta sloužilo jako pohřebiště faraonů a mocných šlechticů. Údolí bylo využíváno od 16. do 11. století před naším letopočtem za vlády panovníků 18., 19. a 20. dynastie (Nová říše) Údolí králů, které je rovněž Araby nazýváno Bibán el-Mulúk, „Brány králů“, leží nedaleko Luxoru.V hluboké severozápadně orientované rozsedlině ve vápencovém masivu Libyjského pohoří na západním břehu řeky Nil, v samotném srdci thébské nekropole. Údolí je rozděleno na dvě části – západní se nazývá Západní údolí nebo také Údolí opic a obsahuje čtyři hrobky, z nichž dvě jsou královské a patří faraonům Amenhotepovi II. a Ajemu. Ve Východním údolí se nachází zbylých 61 hrobek, přičemž poslední dvě byly objeveny v roce 2008.
V Údolí králů se nacházelo hlavní pohřebiště vládců a své místo posledního odpočinku zde nalezli i mnozí významní šlechtici. Královské hrobky jsou vyzdobeny výjevy z egyptské mytologie. Skoro všechny hrobky byly vykradeny již ve starověku, avšak i v současnosti dávají jasnou představu o bohatství a moci tehdejších vládců. Archeologické a egyptologické výzkumy zde započaly na konci 18. století a probíhají dodnes. Mezi širokou veřejností se pohřebiště stalo známé díky objevu KV62 Tutanchamonovy hrobky. V roce 1979 se Údolí králů společně se zbytkem thébské nekropole zařadilo na seznam světového dědictví UNESCO.

## Geologie

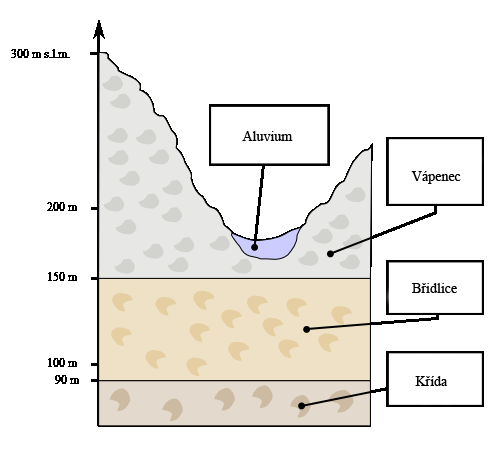
Stratigrafie Údolí králů

Půda v Údolí králů se skládá z několika vrstev různých typů hornin. Vrchní vrstva je tvořena vápencem a další sedimentárními horninami, břidlicí a slínem. Sedimentární hornina se zde usadila přibližně před 35 až 56 miliony lety, v době, kdy předchůdce Středozemního moře zasahoval dále do vnitrozemí než je tomu dnes. Údolí vzniklo v období pleistocénu, kdy bylo do skal vytesáno nepřetržitými dešti. V současné době se v této oblasti vyskytuje déšť velmi sporadicky, avšak dochází zde k občasným přívalovým povodním, během kterých se otevřené hrobky zaplňují sutí.
Kvalita horniny je různorodá, neboť se zde vyskytují jak jemnozrnné tak i hrubozrnné druhy. Mezi méně kvalitní materiály patří břidlice, která se sice mnohem lépe opracovává než vápenec, ale ve výsledku je mnohem méně stabilní. Dalším jejím negativem je, že při kontaktu s vodou má tendenci se rozpínat a narušovat tak ostatní vrstvy hornin. V závislosti na typu horniny se během výstavby některých hrobek měnil jejich tvar a velikost. Rovněž při plánování hrobek brali stavitelé v potaz různé geologické prvky. Jelikož tunelování chodeb ve vápencové skále bylo příliš zdlouhavé, využívali Egypťané trhliny, které ve skále vznikly důsledkem pohybu zemské kůry.

## Hydrologie
V oblasti zdejšího pohoří se občasně vyskytují silné bouřky způsobující přívalové povodně. Poslední studie ukázaly, že se zde vyskytuje nejméně sedm povodňových koryt, které vedou přímo do centrální části údolí. Centrální údolí bylo pravděpodobně na konci 18. dynastie zaplaveno a pod vrstvami sutin zmizelo několik hrobek. Tehdejší dno údolí bylo zhruba o pět metrů níže než je tomu dnes. Zasypané hrobky tak byly zapomenuty a byly objeveny až na počátku 20. století našeho letopočtu.

## Historie

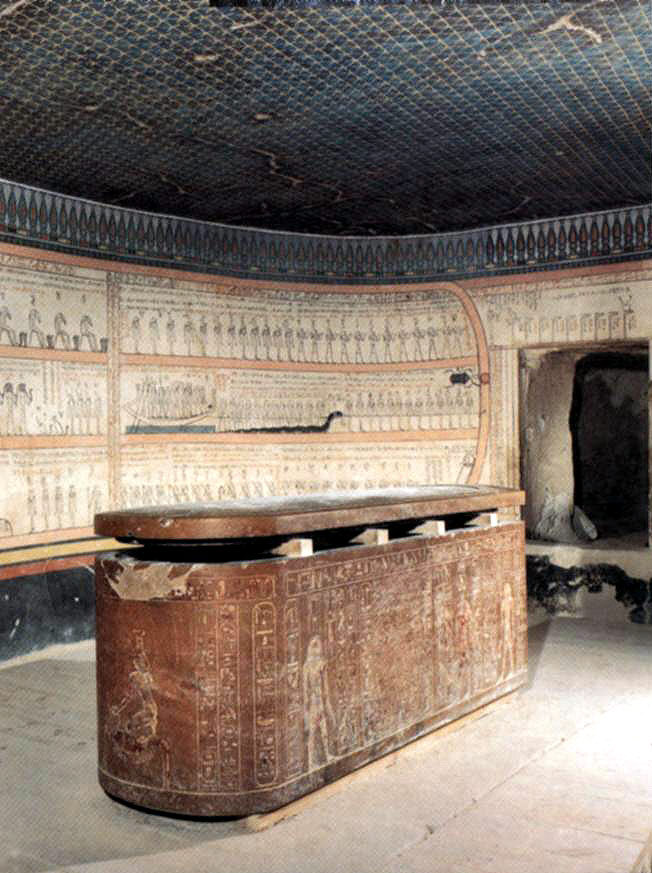
Pohřební komora se sarkofágem; hrobka Thutmose III.

Nad Údolím králů se tyčí Thébský štít, který místní obyvatelé nazývají el-Kurn, „Roh“, podle neobvyklého pyramidového tvaru. A právě tento geomorfologický prvek, který připomínal pyramidu, charakteristickou stavbu faraonů Staré říše, mohl podnítit první faraony 18. dynastie, aby své hrobky nechali postavit právě na tomto místě. Kromě náboženského a obřadního motivu zde svoji roli rovněž hrála poloha samotného údolí, které bylo od okolního světa značně izolované a snadno jej tak mohli střežit medžájové, tehdejší strážci pohřebiště.
Ačkoliv se symbolem starověkého Egypta staly pyramidy v Gíze, většina hrobek byla vyhloubena do skal. Avšak i samotné pyramidy a mastaby obsahovaly podzemní chodby a pohřební komory vyhloubené pod povrchem země. Během období Staré říše se rovněž jako v pozdějších dobách využívaly skalní hrobky.
Po vítězství nad Hyksósy a znovusjednocení Egypta, ke kterému došlo za vlády Ahmose I., začali thébští vládci stavět precizně propracované hrobky, které odrážely jejich znovunabytou moc. Hrobky prvních dvou vládců 18. dynastie Ahmose I. a jeho syna Amenhotepa I. se pravděpodobně nacházely v nekropoli 17. dynastie poblíž Dra Abú el-Naga. První královské hrobky v údolí patřily Amenhotepovi I. (není jisté zda mu hrobka KV39 skutečně patřila) a Thutmose I., jehož architekt Ineni poznamenal ve své hrobce, že doporučil svému králi umístit jeho hrobku do opuštěného údolí (identita této hrobky je nejasná, ale předpokládá se, že se jedná o hrobku KV20 nebo KV38).
V Údolí králů se pohřbívalo přibližně mezi lety 1540 až 1075 před naším letopočtem a nachází se zde nejméně 65 hrobek. První královská hrobka nejspíše patřila faraonu Thutmose I. (nebo jeho předchůdci Amenhotepovi I.) a poslední Rameesovi X. nebo Ramessovi XI. Navzdory svému jménu se v Údolí králů nenacházejí pouze hrobky královské, ale také hrobky patřící významným šlechticům, manželkám a dětem. Z celkového počtu patří králům pouze kolem dvaceti hrobek, zbytek tvoří neoznačené hrobky a hroby královských rodin a šlechticů. Na počátku 19. dynastie se za vlády Ramesse I. začali pohřbívat královské manželky v nedalekém údolí, dnes známém jako Údolí královen.

### Královské pohřebiště
Staří Egypťané měli pro toto pohřebiště několik názvů jako například Tasechetaat, „Velké schodiště“, nebo „Krásné schodiště Západu“. Úřední název však zněl „Velké a majestátní pohřebiště milionů let faraona, života, síly a zdraví v západních Thébách“ (v hieroglyfickém písmu zapsáno níže).
| G41 | G1 | Aa1 · D21 | O1 | O29 · Y1 | A50 | s | Z4 · Y1 | G7 | N35 | C11 | Z2 · N35 | M4 | M4 | M4 | t · Z2 · N35 | O29 · O1 · O1 | G7 | S34 | U28 | s | D2 · Z1 | R14 | t · t | N23 · Z1 · N35 | R19 | t · O49 | G7 |

| G41 | G1 | Aa1 · D21 | O1 | O29 · Y1 | A50 | s | Z4 · Y1 | G7 | N35 | C11 | Z2 · N35 | M4 | M4 | M4 | t · Z2 · N35 | O29 · O1 · O1 | G7 | S34 | U28 | s | D2 · Z1 | R14 | t · t | N23 · Z1 · N35 | R19 | t · O49 | G7 |

Na začátku 18. dynastie byli do velkých hrobek pohřbíváni pouze panovníci, ostatní byli uloženi do malých vyhloubených komor, které se nacházely nedaleko hrobky jejich pána. Hrobka Amenhotepa III. byla vybudována v Západním údolí, kde se nachází i nedokončená hrobka WV25, která byla původně určena pro jeho syna Achnatona, který však během své vlády začal budovat svojí novou hrobku nedaleko Achetatonu. Faraoni konce 18. dynastie Tutanchamon, Aj II. a Haremheb se však opět vrátili do Théb a své hrobky si nechali postavit v Údolí králů.
Během 19. a 20. dynastie se v Údolí králů a Údolí královen zvýšil počet pohřbů. Například Ramesse II. a později Ramesse III. zde nechali postavit obrovské hrobky, které byly určené pro jejich syny (KV5 a KV3). Je zde rovněž několik faraonů, kteří v Údolí králů nebyli pohřbeni nebo jejich hrobka nebyla do dnešní doby nalezena. Jedná se o Thutmose II., který mohl být pohřben v Dra Abú el-Naga, ačkoliv jeho mumie byla nalezena ve skrýši v Dér el-Bahrí. Rovněž hrobky Smenchkara a Ramesse VIII. nebyly nikdy nalezeny, a proto existuje varianta, že jsou pohřbeni mimo Údolí králů.
Ve Staré říši byla hrobka krále spojena se zádušním chrámem, který se nacházel nedaleko pyramidy. V období, kdy faraoni své hrobky ukrývali pod zem, byl zádušní chrám umístěn daleko od místa králova posledního odpočinku. Nacházely se blízko Théb, aby v nich mohl být udržován kult zemřelého faraona. Tyto zádušní chrámy byly navštěvovány během různých slavností, jež se v thébské nekropoli konaly. Nejznámějším festivalem jsou nádherné slavnosti údolí, během kterých posvátná bárka boha Amonrea, jeho manželky Mut a jejich syna Chonsa opouštěla chrám v Karnaku, aby navštívila zádušní chrámy zemřelých králů a jejich svatyně, které se nacházely na západním břehu v thébské nekropoli.
Hrobky byly stavěny a zdobeny řemeslníky, kteří žili ve vesnici Dér el-Medína nacházející se v malém údolí mezi Údolím králů a Údolí královen. Dělníci cestovali k hrobkám po cestách, které vedly přes Thébské pohoří. Jejich každodenní život je znám velmi dobře, neboť se o něm psalo v hrobkách a úředních dokumentech. V těchto dokumentech byla zaznamenána pravděpodobně první stávka, o které se konkrétně zmiňuje Turínský stávkový papyrus.

## Průzkum údolí

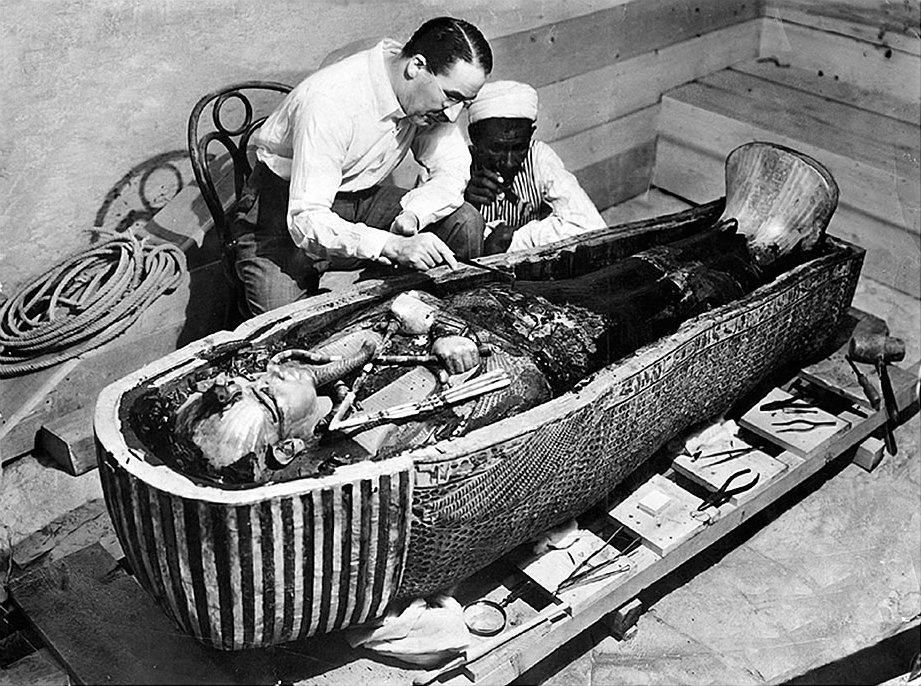
Howard Carter v hrobce krále Tutanchamona

Údolí králů bylo během posledních dvou století hlavní oblastí egyptologického bádání. O několik století dříve, v dobách antiky, přitahovala tato oblast mnoho turistů, zejména během římské nadvlády. Díky tomuto velkému časovému rozsahu jsou zde patrné změny ve studii starověkého Egypta, která začala jako antická honba za poklady a končí vědeckými vykopávkami v celé thébské nekropoli. Přes veškeré průzkumy a výzkumy, které zde byly provedeny, je v současnosti pouze jedenáct hrobek kompletně zdokumentovaných.

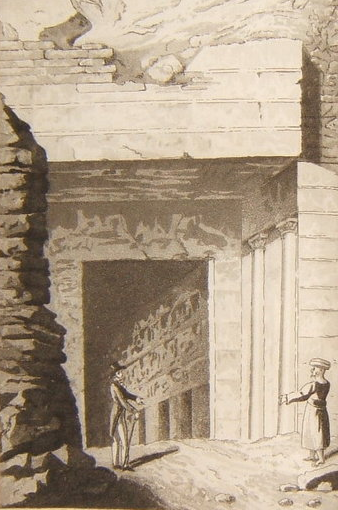
Vstup do královské hrobky; r. 1821

V mnohých hrobkách byly nalezeny graffiti, které zde na zdech zanechali starověcí turisté. Objeveno bylo přibližně 2100 řeckých a latinských graffitů a v menším množství také graffiti psané féničtinou, kyperštinou, lýkijštinou, koptštinou a dalšími jazyky. Většina z nich byla nalezena v hrobce KV9, která jich obsahovala necelých tisíc. První graffiti jsou datované do roku 278 před naším letopočtem.
V roce 1799 byly během Napoleonova egyptského tažení nakresleny mapy a plány známých hrobek, ve kterých se poprvé objevila zmínka o Západním údolí, kde byla nalezena hrobka Amenhotepa III. V díle Description de l'Égypte jsou oblasti v okolí Théb věnovány celkem dva svazky z dvaceti čtyř.
Průzkum Údolí králů a thébské oblasti pokračoval i v 19. století a byl zintenzivněn díky Champollionovo rozluštění hieroglyfů z počátku století. Na začátku století navštívil pohřebiště cestovatel a archeolog Giovanni Battista Belzoni, který zde objevil několik hrobek včetně těch, které patřily faraonům Ayemu (WV23 v Západním údolí) a Sethimu I. (KV17). Po ukončení svého pátrání v Údolí králů oznámil, že všechny hrobky byly nalezeny a žádná další se zde již nenachází. Dalším významným badatelem, který zde ve stejné době působil, byl francouzský konzul Bernardino Drovetti. V letech 1824-30, kdy již bylo hieroglyfické písmo rozluštěno, zde pracoval Angličan John Gardner Wilkinson, který hrobky identifikoval a poprvé je opatřil číslováním, které se používá dodnes. Nové objevy přišly až v roce 1898, kdy Francouz Victor Loret objevil hrobky, které patřily Thutmose III. (KV34) a Amenhotepovi II. (KV35).
Na začátku 20. století byl jmenován do funkce vrchního inspektora pro Horní Egypt mladý anglický archeolog Howard Carter, který v Údolí králů objevil několik hrobek včetně té, která patřila králi Thutmose IV. (KV43). Na přelomu století získal povolení k vykopávkám Američan Theodore M. Davis a jeho tým vedený Edwardem R. Ayrtonem objevil několik královských a nekrálovských hrobek (KV46, KV56 a KV57). V roce 1907 nalezli hrobku z Amarnského období (KV55). Poté, co byly objeveny hrobky KV54 a KV58, ve kterých se podle tehdejšího mínění nacházely pozůstatky z pohřbu krále Tutanchamona, bylo oznámeno, že Údolí králů je kompletně prozkoumáno a další hrobky se zde již nenacházejí. Davis svoji knihu „The Tombs of Harmhabi and Touatânkhamanou“ uzavírá větou „Obávám se, že Údolí králů je nyní vyprázdněné“.
Po Davisově smrti v roce 1915 získal Lord Carnarvon povolení k vykopávkám. Na tuto práci zaměstnal Howarda Cartera, který již v minulosti několik hrobek v Údolí králů nalezl. Po několikaletém pátrání objevil v roce 1922 skutečnou hrobku krále Tutanchamona (KV62). V následujících letech bylo v Údolí králů prováděno několik dalších expedicí. Další tři hrobky byly nalezeny na přelomu tisíciletí v letech 2005, 2008 a 2011.

## Hrobky

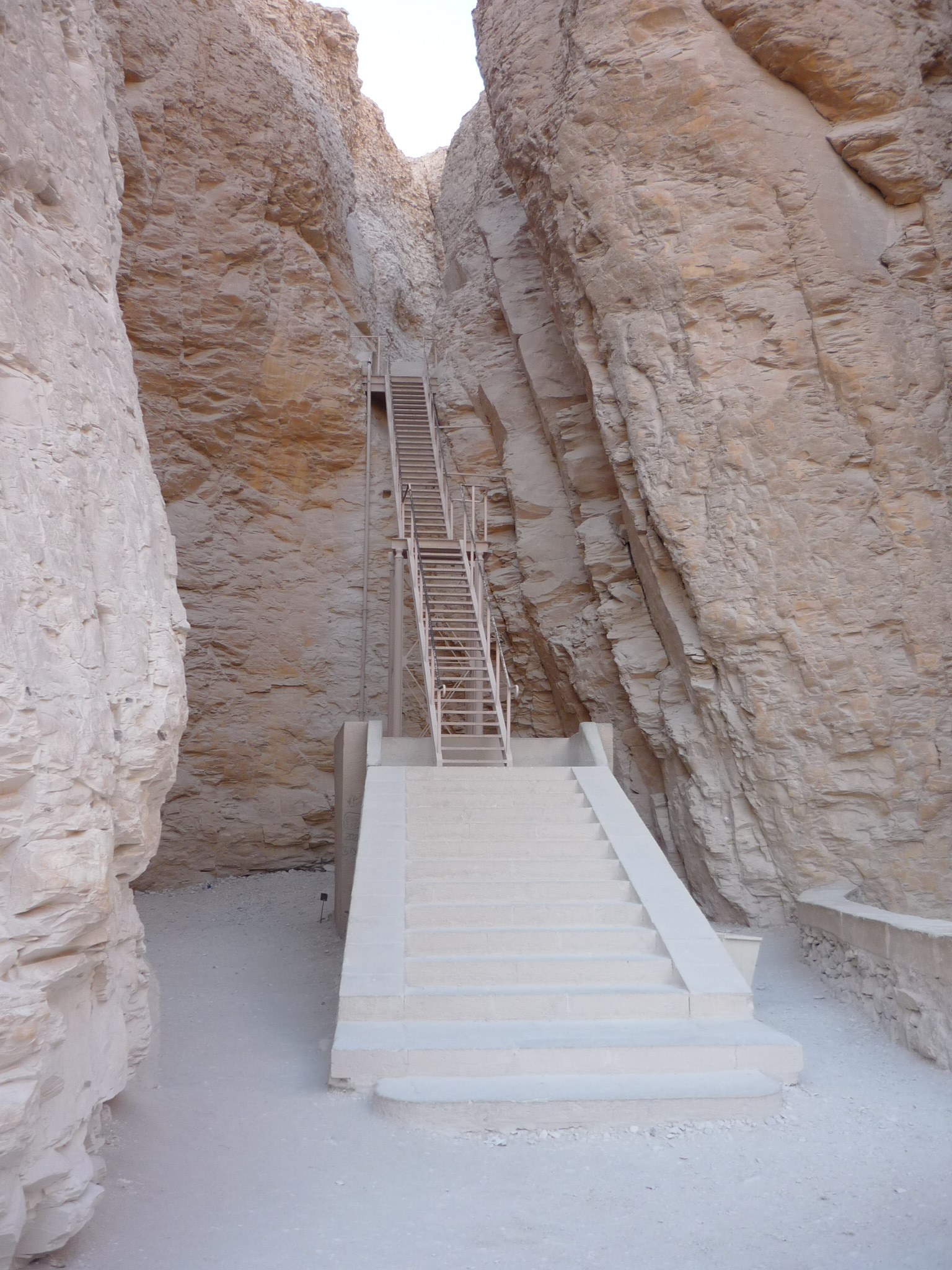
Vyvýšený vstup do hrobky krále Thutmose III.

### Umístění
Rané hrobky se nacházely na útesech na vrcholcích svahů (například hrobky KV34 a KV43). Později se stavba hrobek přesunula na dno údolí, avšak časem se jejich poloha opět přesouvala zpět nahoru, neboť dno údolí se postupem času plnilo sutinami. To například vysvětluje umístění hrobek KV62 a KV63, které byly pohřbeny pod dnem údolí.

### Architektura
Hrobka se obvykle skládala z dlouhé klesající chodby, která procházela skrz jednu nebo více předsíní, a ústila v pohřební komoře. Sestupná chodba možná představovala klesající cestu, kterou sluneční bůh sestupoval do podsvětí. V ranějších hrobkách se chodba alespoň jednou zahnula o 90° (například hrobka KV43 patřící Thutmose IV.) a pohřební komory byly do tvaru kartuše (například hrobka KV34 patřící Thutmose III.). Po pohřbu byly horní chodby zasypány sutí a vchod do hrobky byl ukryt. Po Amarnském období se architektonická struktura hrobek poněkud změnila. Z hrobek mizí pravý úhel mezi koncem sestupové chodby a předsíní a ve výzdobě stěn se místo obyčejné malby používá kolorovaný nízký reliéf. Typickým příkladem této změny je Haremhebova hrobka KV57. Na konci 19. dynastie a během dynastie dvacáté se objevují zcela rovné hrobky, mezi něž například patří hrobky Ramesse VI. (KV9) či Ramesse IX. (KV6). Společně s napřímením hrobek se snížil i jejich sklon a během 20. dynastie skoro zmizel. Dalším společným rysem většiny hrobek jsou šachty, které pravděpodobně vznikaly jako zábrany, které chránily spodní části hrobek před případnými záplavami. Během 20. dynastie nebyly šachty vždy vyhloubeny, ale místnosti pro ně určené se v hrobkách nacházely stále.

### Výzdoba hrobek

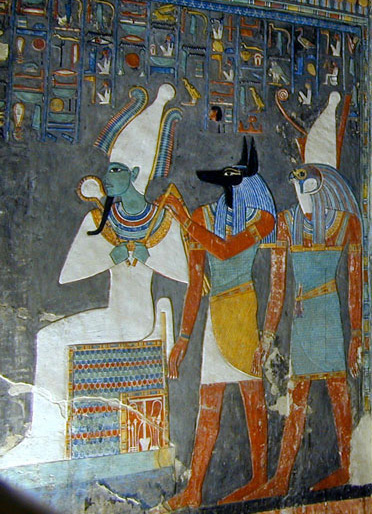
Výzdoba Haremhebovy hrobky zobrazující egyptské bohy (zleva: Usir, Anup a Hor)

Většina královských hrobek byla zdobena náboženskými texty a malbami. První hrobky byly vyzdobeny scénami z pohřebních textů Amduat (v překladu „To, co je v podsvětí“), které popisují cestu slunečního boha Re skrz podsvětí. Od dob krále Haremheba byly hrobky zdobeny texty z Knihy bran, které popisují cestu boha Re skrz dvanáct bran, které rozdělují noc a zajišťují tak majiteli hrobky bezpečný průchod nocí. Tyto rané hrobky byly většinou zdobeny pouze střídmě a nekrálovské hrobky nebyly zdobeny vůbec. Později v 19. dynastii se na zdech v horních částech hrobky objevovaly texty z Knihy jeskyní, ve které bylo podsvětí rozděleno na obrovské jeskyně, ve kterých se nacházeli bohové a zemřelí, jenž čekali na příchod boha Re, aby jim navrátil život. Kompletní verze této knihy se nachází v hrobce Ramesse VI. Na stěnách hrobky Ramesse III. je k vidění Kniha země.
Od dob Sethiho I. byly stropy v pohřebních komorách zdobeny výjevy, které bývají nazývány jako „Kniha nebes“ a opět popisují pouť boha Re během dvanácti nočních hodin. Rovněž se v hrobkách začaly vyskytovat Reovy litanie, které se staly součástí výzdoby většiny královských hrobek až do konce Nové říše.

### Vybavení hrobek

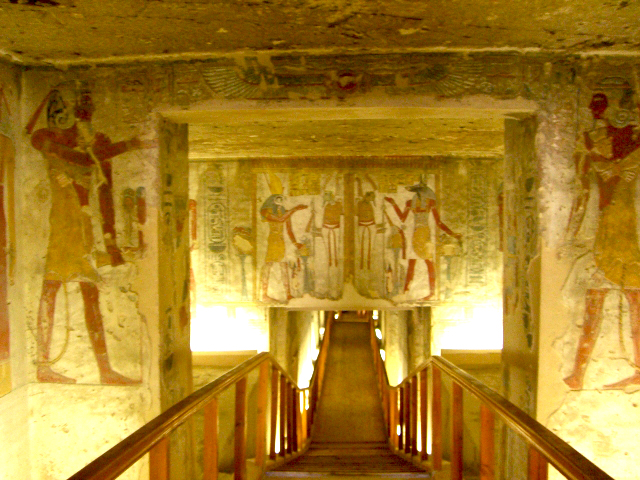
Pohled do útrob hrobky KV14

V každé hrobce se nacházela výbava, která měla zajistit jejímu majiteli pohodlný posmrtný život. Součástí výbavy byly i různé rituální předměty jako například vešebty či různé božské figurky. Některé předměty využíval král již za svého života (například tutanchamonovy sandály) a některé byly vyrobeny přímo k příležitosti jeho pohřbu.

### Číslování hrobek
Hrobky jsou označovány písmeny „KV“, což je zkratka pro „Kings' Valley“ (v překladu „Údolí králů“), a číslem, které značí pořadí v kterém byly hrobky objeveny – v současné době začíná seznam hrobkou KV 1 patřící Ramessovi VII. a končí hrobkou KV65, která byla objevena v roce 2008. Přesto bylo mnoho hrobek otevřeno již v dobách antiky. Hrobky v Západním údolí bývají často označovány „WV“ („West Valley“), avšak využívají stejný číslovací systém jako hrobky označené „KV“. Množství hrobek v Údolí králů je prázdných, některé mají neznámého majitele a jiné sloužily jako skladovací šachty. Většina z otevřených hrobek se nachází ve Východním údolí, které je nejvíce navštěvováno turisty.

### 18. dynastie

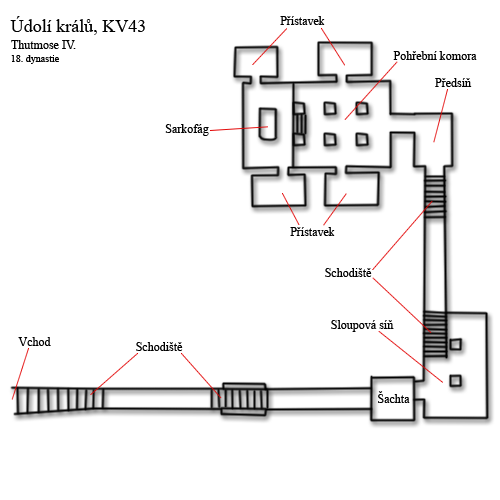
Typický tvar hrobek začátku 18. dynastie

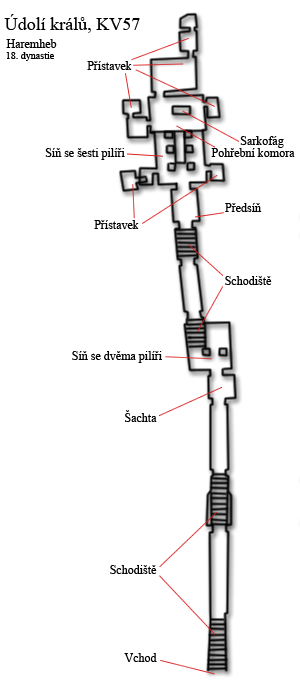
Haremhebova hrobka názorně ukazuje přechod mezi dvěma styly

Hrobky pocházející z 18. dynastie se výrazně lišily ve výzdobě, stylu a poloze. Zpočátku se zdá, že hrobky neměly žádný pevný plán, kterého by se stavitelé při výstavbě drželi. Například hrobka královny Hatšepsut se pyšní velmi neobvyklým tvarem a zatočenou dvě stě metrů dlouhou chodbou, která vede do pohřební komory nacházející se 97 metrů pod povrchem. Postupem času se při budování hrobek začal využívat skoro jednotný styl, což je patrné u hrobek Thutmose III. a Thutmose IV., které jsou dobrými příklady stylu 18. dynastie. Obě hrobky obsahují chodby zahnuté do pravého úhlu a jednoduchou výzdobu. Pravděpodobně nejimpozantnější hrobkou tohoto období je WV22 patřící Amenhotepovi III., která se nachází v Západním údolí a není přístupná veřejnosti.
V této době se zde pohřbívali i členové královské rodiny společně s mocnými a vlivnými šlechtici. Nejslavnější z nich je hrobka KV46, ve které byli pohřbeni Juja a Tuja, rodiče královny Teje, velké královské manželky Amenhotepa III. Jejich hrobka byla až do objevu Tutancahmonovy hrobky nejzachovalejší v celém Údolí králů.

### Amarnské období

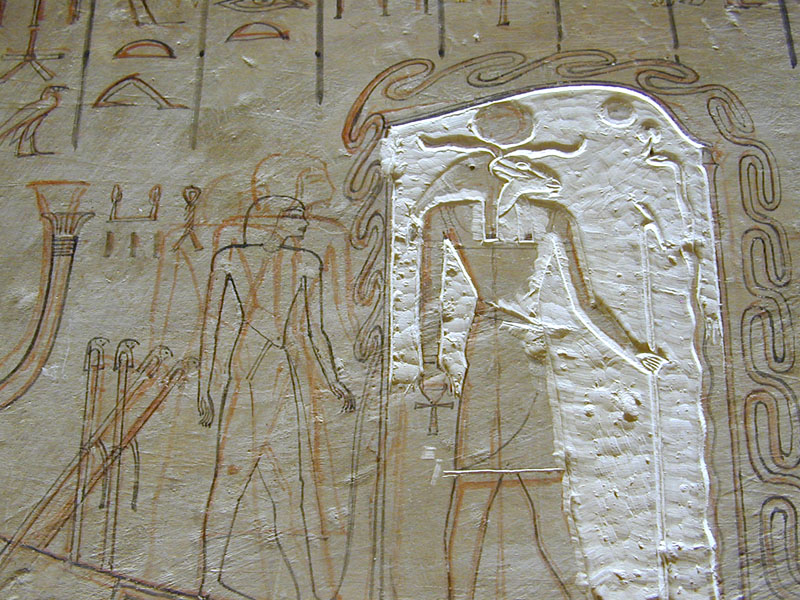
Nedokončené reliéfy v hrobce krále Haremheba ukazují, jak v tehdejší době tyto výzdoby vznikaly

Po skončení Amarnského období se královské pohřby vrátily zpět do Théb. Struktura hrobek se radikálně změnila, neboť se z jejich chodeb vytratil tradiční pravý úhel a nové hrobky tak více připomínaly přímočarou architektonickou strukturu z pozdějších dynastií. V Západním údolí se nachází nedokončená hrobka, která byla stavěna pro faraona Achnatona a je z ní dokončeno pouze schodiště a vstupní brána. Nedaleko této hrobky se nachází hrobka Tutanchamonova nástupce Aje II. Je pravděpodobné, že tato hrobka byla původně určena pro samotného Tutanchamona (její výzdoba byla v podobném stylu), ale nakonec si jí přivlastnil jeho nástupce. To by mohlo znamenat, že hrobka KV62 původně patřila Ajemu, což vysvětluje její menší rozměry a na královskou hrobku neobvyklé uspořádání.
Další hrobky z tohoto období se nacházejí v centrální části Východního údolí. Zde se v hrobce KV55 nacházela skrýš mumií, mezi nimiž byly ostatky členů amarnské královské rodiny – královna Teje a Achnaton či Smenchkare.
V blízkosti této skrýše se nachází Tutanchamonova hrobka, jejíž objev je pravděpodobně nejslavnějším objevem moderní archeologie. Hrobka byla objevena 4. listopadu 1922 anglickým archeologem Howardem Carterem a její vyklizení společně s konzervačními pracemi trvalo až do roku 1932. Jedná se o první královskou hrobku, která byla nalezena v zachovalém stavu, avšak i jí v minulosti navštívili vykradači hrobek. Přestože nebyl Tutanchamon příliš významným králem, jeho hrobka byla přeplněna luxusními předměty. Lze předpokládat, že se v hrobkách jeho slavnějších předchůdců a nástupců nacházelo mnohem více starověkých pokladů.
Nedaleko západním směrem se nachází Haremhebova hrobka KV57, která je jen zřídka otevřena pro návštěvníky. Hrobka obsahuje mnoho jedinečných rysů a je bohatě vyzdobena. Místo jednoduché malby se začíná používat kolorovaný nízký reliéf. Ve výzdobě je viditelný přechod mezi hrobkami z předamarnské doby a stylem, který byl charakteristický pro hrobky 19. dynastie.

### 19. dynastie

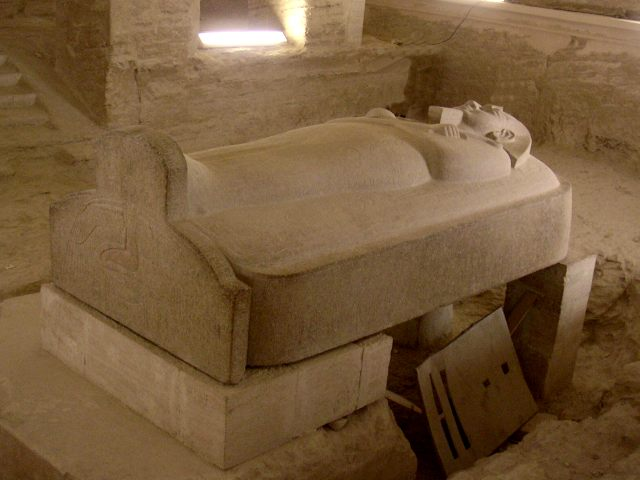
Merenptahův sarkofág

Během 19. dynastie došlo k dalšímu sjednocení rozvržení a výzdoby hrobek. Hrobka prvního krále dynastie Ramesse I. byla kvůli jeho náhlé smrti dokončena narychlo a obsahovala pouze krátkou sestupnou chodbu a pohřební místnost. Přesto byla jeho hrobka KV16 nádherně vyzdobena a v dnešní době se zde stále nachází jeho sarkofág. Díky své poloze v centrální části Východního údolí je jednou z nejnavštěvovanějších hrobek v celém údolí.
Hrobka jeho syna a nástupce Sethiho I. (KV17, známá též jako „Belzoniho hrobka“) je díky velkému množství reliéfů a maleb považována za nejkrásnější hrobku v Údolí králů. Jeho potomek Ramesse II. si nechal postavit rozsáhlou hrobku, která je však v současné době v katastrofálním stavu. Jeho hrobka je o něco delší a rozsáhlejší než hrobka jeho otce Sethiho I.
V blízkosti své hrobky nechal Ramesse II. vybudovat hrobku pro své syny (KV5). Původně se zde nacházela hrobka patřící neznámému šlechtici z 18. dynastie, kterou si Ramesse II. přivlastnil a rozšířil. Hrobka obsahuje nejméně 121 místností a je největší v celém Údolí králů. Jelikož zde stále probíhají výkopové práce, lze očekávat, že se počet místností ještě zvýší. Hrobka byla původně otevřena a vyloupena již ve starověku. Poloha této hrobky a hrobky Ramesse II. je častokrát sužována přívalovými dešti, které občas tuto oblast zasáhnou. Během staletí se v hrobce nahromadily tuny sutin a materiálu, které zakryly skutečnou velikost této hrobky. V současnosti není otevřená pro veřejnost.
Ramessovo nástupcem se stal faraon Merenptah, jehož hrobka byla rovněž otevřena již ve starověku. Skládá se ze 160 metrů dlouhé chodby, na jejímž konci se nachází pohřební místnost, která kdysi obsahovala sadu čtyř vnořených sarkofágů. Hrobka má zachovalou výzdobu a po většinu roku je otevřená pro veřejnost. Rovněž další králové z konce 19. dynastie si v Údolí králů nechali postavit vlastní hrobky. Všechny z nich byly stavěny podle stejného modelu. Nejpozoruhodnější z nich patří králi Siptahovi. Tato hrobka je dobře vyzdobena, především pak její stropní prostory.

### 20. dynastie

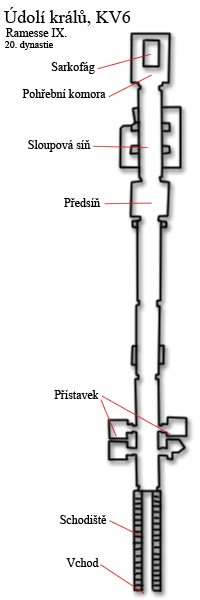
Typická struktura hrobek z konce období Nové říše

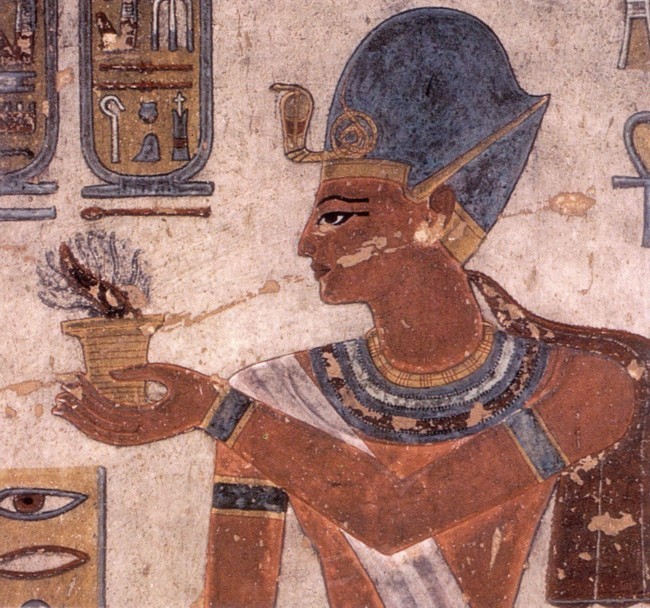
Ramesse III. přinášející kadidlo; výjev z jeho hrobky KV11

První panovník 20. dynastie Setnacht si v Údolí králů nechal stavět dvě hrobky. První z nich nebyla dokončena, neboť dělníci při jejím hloubení narazili na hrobku patřící faraonu Amenmessovi, a tak si Setnacht přivlastnil hrobku patřící poslední královně 19. dynastie Tausret. Tato hrobka má tedy dvě pohřební komory a se svými 150 metry je jednou z největších královských hrobek.
Rovněž hrobka Ramesse III. patří mezi největší v celém údolí a je otevřená pro veřejnost. Ramesse III. pokračoval ve stavbě nedokončené hrobky, která byla původně určena pro jeho otce. Jelikož se hloubení do cesty postavila jiná hrobka, musel být její původní směr změněn. Je umístěna v centrální části Východního údolí a obsahuje skvostnou výzdobu.
Nástupci a potomci Ramesse III. stavěli hrobky s rovnou osou a jejich výzdoba si byla velmi podobná. Za zmínku stojí hrobka patřící Ramessovi IV., která byla otevřena již ve starověku a obsahovala velké množství graffitů, které zde zanechali starověcí Řekové a Římané. Výzdoba je z velké části neporušená a obsahuje scény z několika náboženských textů. Jeho následníci Ramesse V. a Ramesse VI. sdíleli společnou hrobku, která bývá označována jako „Memnonova hrobka“ a je rovněž vyzdobena mnoha náboženskými texty. I tato hrobka byla vykradena již v dobách antiky a obsahuje přibližně tisíc řeckých, latinských a koptských graffitů. Sutiny z této hrobky, které byly při jejím vyklízení vynášeny ven, společně s chatrčemi dělníků zakryly přístup do Tutanchamonovy hrobky, což byl nejspíše důvod, proč tato hrobka nebyla v minulosti vykradena.
Rovněž v hrobce patřící Ramessovi IX. jsou k vidění graffiti, které zde zanechali římští a koptští návštěvníci. Dosahuje délky 105 metrů a obsahuje několik nedokončených a nevyzdobených přístavků. Hrobka byla dokončena ve spěchu a její výzdoba je hotova pouze v polovině její celé délky, což značí, že nebyla dostavěna v době faraonovy smrti. Další významnou hrobkou pocházející z 20. dynastie je hrobka prince Mentuherkhepeshefa, syna Ramesse IX. Hrobka je malá a nedokončená, avšak obsahuje rozsáhlou výzdobu. V minulosti byla restaurována a otevřena pro veřejnost.

### 21. dynastie a konec nekropole
S koncem Nové říše vstoupil Egypt do dlouhého období politického a ekonomického úpadku. Panovníci přesunuli své sídlo vlády na sever do Džanetu a kontrolu nad Horním Egyptem převzali thébští kněží, jejichž moc stále rostla. V této době byl zaznamenán pokus amonova velekněze Pinodžema I. o přivlastnění si hrobky Ramesse XI., ve které byla nalezena jeho kartuše. V této době čelilo Údolí králů častým nájezdům vykradačů hrobek. Kněží se proto rozhodli většinu z nich otevřít a přesunout mumie do tří hrobek, ve kterých byly více chráněny. Aby je ještě více ochránili, zbavili jejich ostatky cenností, které by mohly lákat další zloděje. Většinu z nich později přesunuli do jedné skrýše nedaleko Dér el-Bahrí. V této hrobce bylo v roce 1881 nalezeno velké množství královských mumií. Mumie byly nalezeny ve špatném stavu, mnoho z nich bylo v jiných rakvích a některé jsou stále neidentifikované. Další mumie, některé z nich i královské, byly objeveny v roce 1898 v hrobce Amenhotepa II., která rovněž sloužila jako jejich skrýš.
Během Třetí přechodné doby a pozdějších období byly některé pohřby provedeny v již otevřených hrobkách. V koptské době se některé hrobky využívaly jako kostely, stáje či dokonce domy.

### Vykradači hrobek
Téměř všechny hrobky v Údolí králů byly vypleněny. Velké drancování královského pohřebiště začalo za vlády Ramesse XI. a pokračovalo během Třetí přechodné doby. Pouze hrobky, jejichž poloha byla neznámá (KV62, KV63 a KV46; přestože v hrobkách KV62 a KV46 byli vykradači krátce po jejich uzavření), přečkaly toto období bez vyrabování. Bylo nalezeno několik papyrů pocházejících z 20. dynastie, které popisovaly praktiky tehdejších vykradačů. Jeden z nich (Papyrus Mayer B), který pravděpodobně pochází z devátého roku vlády Ramesse IX., popisuje vykradení hrobky Ramesse VI.:
„Cizinec Nesamun se nás ujal a ukázal nám hrobku krále Ramesse VI.... Strávil jsem čtyři dny dobýváním se dovnitř, bylo nás celkem pět. Otevřeli jsme hrobku a vstoupili do ní.... Našli jsme bronzový kotel, tři bronzová umyvadla ...“

## Turismus

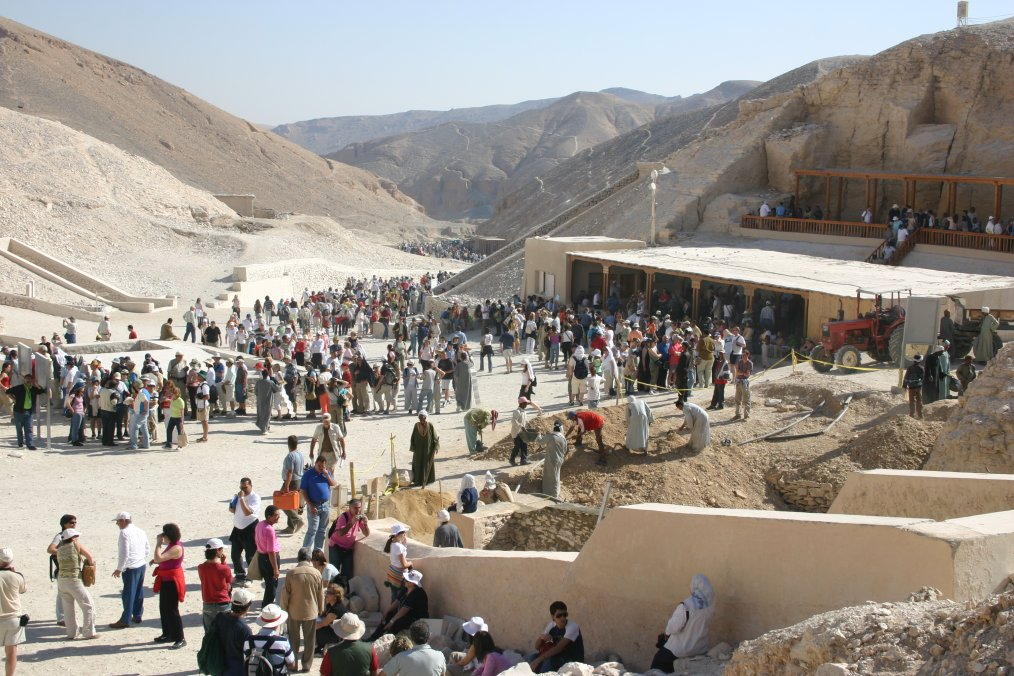
Údolí Králů je v dnešní době cílem mnoha turistů

Většina hrobek není otevřena pro veřejnost. Přístupných je jich pouze osmnáct, avšak jen zřídkakdy jsou všechny otevřeny najednou. Některé z nich jsou občas uzavřené kvůli restaurátorským pracím. Vstup do Tutanchamonovy hrobky byl kvůli velkému množství návštěvníků zpoplatněn. Jedinou přístupnou hrobkou v Západním údolí je hrobka Ajeho II. a k její návštěvě je rovněž potřebná samostatná vstupenka. Uvnitř hrobek nejsou průvodcům povoleny dlouhé výklady a turisté by se měli chovat tiše a držet se ve skupinkách. Tato nařízení vznikla za účelem minimalizování času stráveného uvnitř hrobky a jako prevence před poničením výzdoby davy turistů. Fotografování v hrobkách již není dovoleno.
Po většinu dní se denní návštěvnost Údolí králů pohybuje mezi čtyřmi až pěti tisíci. Mnoho návštěvníků Egypta využívá k poznávání staroegyptských památek plavbu po Nilu. Když tito turisté dorazí do Luxoru, zvýší se návštěvnost v Údolí králů až na devět tisíc. V roce 2006 se očekávalo, že v roce 2015 by jejich počet mohl stoupnout až na 25 000 turistů za den. Západní údolí je navštěvováno mnohem méně, neboť se zde nachází pouze jediná přístupná hrobka. V roce 1997 bylo během Luxorského masakru v nedalekém Dér el-Bahrí zavražděno 58 turistů, což mělo v následujících letech negativní dopad na počet turistů v celé oblasti.